# Clas Wahlund
Clas Wahlund, född 13 november 1799 i Kristinehamn, död 11 november 1866 i Karlskoga, var en svensk präst.

## Uppväxtår och studier
Wahlund var son till Johan Wahlund, som var brukspatron. Han blev student vid Uppsala universitet 1818 och promoverades där till magister 1824.

## Ämbetsgärning
Wahlund prästvigdes 25 november 1824 då han blivit kallad som huspredikant åt hans excellens Georg Adlersparre. Wahlund speciminerade för gymnasieadjunkten 18 oktober 1825 och blev då vikarierande lärare vid Karlstads lärdomsskola i maj 1825. Han blev i september 1826 andre lärare där och avlade senare pastoralexamen i december 1829 med betyget approbatur cum laude. Wahlund blev pastor vid Värmlands fältjägarregemente 1830. 1843 invaldes Wahlund som revisor för rikets elementarläroverk, ett uppdrag han sedan avsade sig. Kyrkoherde blev han först 1845 i Karlskoga församling, ett ämbete han innehade till 1866. Där blev han också kontraktsprost 1852.

## Personligt
Wahlund gifte sig 1839 med Hilda Tegnér, som var dotter till lektor Elof Tegnér i Karlstad och brorsdotter till biskop Esaias Tegnér. 
Wahlund utnämndes till ledamot av Nordstjärneorden 1860. Han avled 1866 i Karlskoga och efterträddes som kyrkoherde av Erik Tullius Hammargren.